# 利百代國際實業

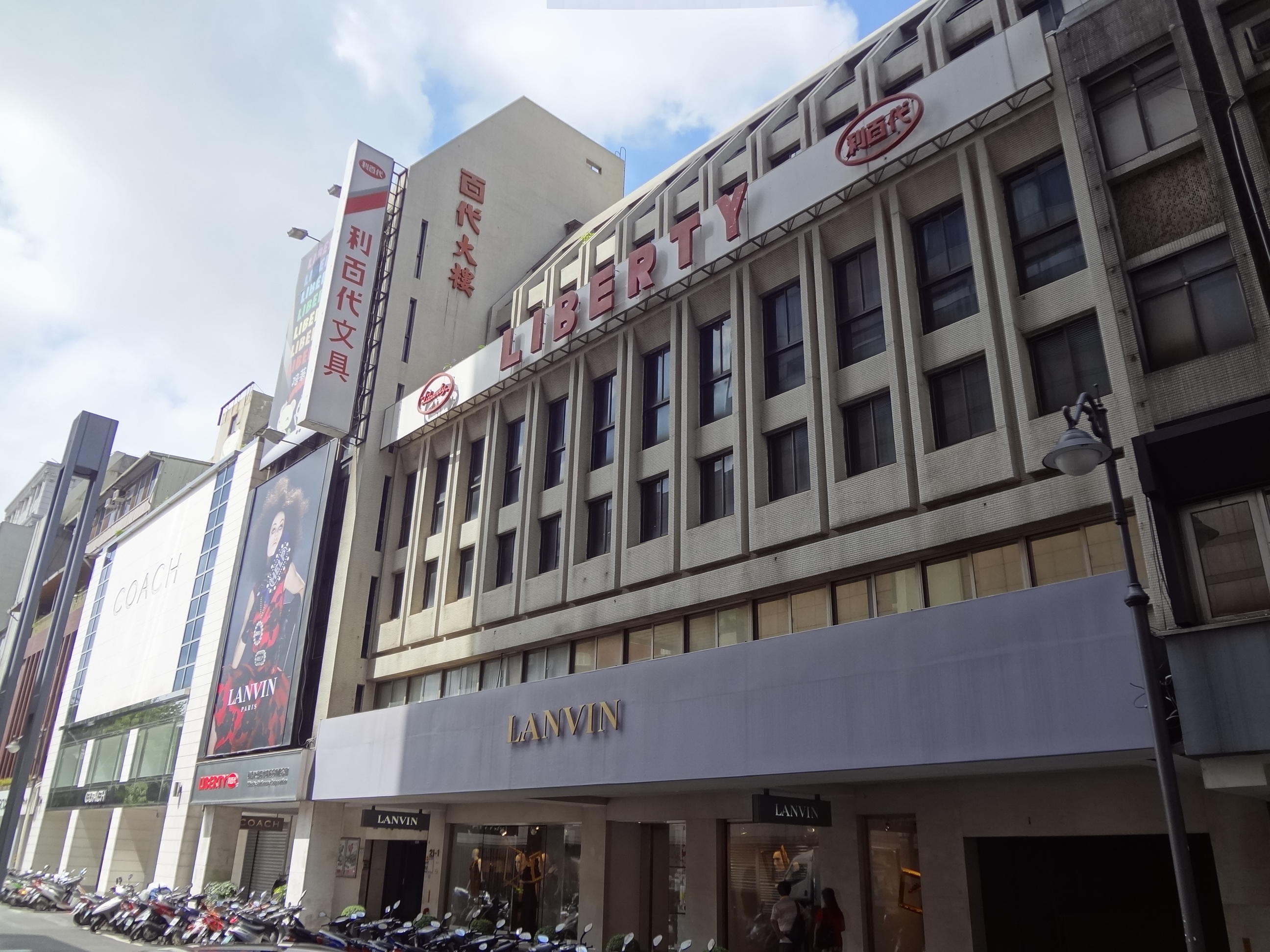
百代大樓

利百代國際實業是臺灣的一家文具生產商。

## 簡介

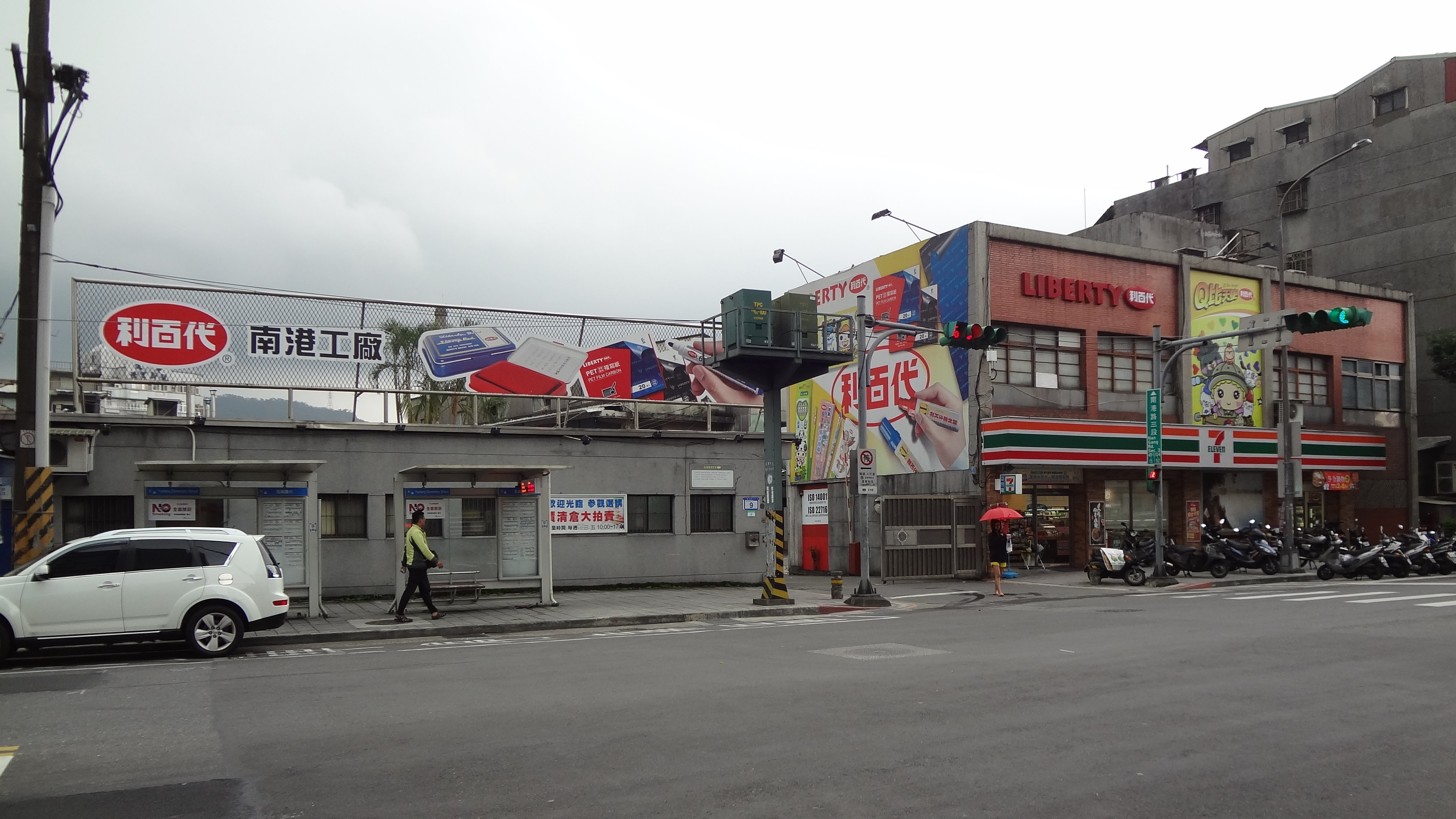
利百代南港廠

主要生產各款文具，也代理及經銷國外品牌，如日本斑馬文具（ZEBRA）、日本美克司（MAX）、德國施奈德（SCHNEIDER）、美國威思卡（WESTCOTT）、日本駱駝（Camel）、韓國東亞（DONG-A）、韓國慕那美（MONAMI）、日本東京金屬（TOHKIN）。
另外也與日本的百樂文具（PILOT）及三菱鉛筆（MITSUBISHI Pencil）合資設立「華百文具用品股份有限公司」及「臺灣三菱鉛筆股份有限公司」。

## 簡史
- 1948年（民國37年）：從中國大陸來台的王松振獨資創設「利華貿易行」，以「LIBERTY」為名從事進口貿易及引進日本文具品牌來台灣銷售。
- 1954年（民國43年）：「百代實業股份有限公司」成立，王松振擔任董事長，且以「利百代」為品牌設立第一座文具製造廠，最初生產各種蠟紙、油墨、鋼筆墨水、複寫紙、打印台、印泥、打印水等。之後增加生產了鉛筆、水彩顏料、蠟筆、粉蠟筆、廣告顏料、原子筆、簽字筆、嘜克筆、彩色筆及各種橡皮，是國內第一家綜合文具製造工廠。
- 1998年（民國87年）：百代實業改名為「利百代國際實業股份有限公司」。
- 2003年（民國92年）：利百代合併旗下三家關係企業「華菱鉛筆」、「華美裝釘機材」、「百城事務用品」。
- 2006年（民國95年）：利百代獲英國Superbrands組織評鑑為台灣超級品牌。
- 2016年（民國106年）3月3日：利百代南港廠遭臺北市政府環境保護局查獲排放藍色顏料污染溝渠，稽查人員依《水污染防治法》逕行告發[1]。
- 2017年（民國106年）：利百代動工重建桃園廠，將從鉛筆等核心事業跨入眉筆等化妝品新產業領域[2]。
- 2019年（民國108年）7月：利百代南港廠拆除，改建辦公大樓。
- 2020年（民國109年）4月：利百代與U&S叔叔與妹妹插畫圖像角色赤毛族成立話畫大稻埕創意店。

## 關係企業
- 華田油墨股份有限公司 Taiwan Sakata Inx Corp.
- 日本利百代株式會社  LIBERTY JAPAN LIMITED
- 上海百代文化體育用品有限公司  Shanghai Liberty Stationery & Sporting Goods Co., Ltd.
- 天津同和文教用品實業有限公司  Tianjin Tonghe Stationery Industrial Co., Ltd.
- 百樂文具股份有限公司 The Pilot Pen (Taiwan) Co., Ltd.
- 台灣三菱鉛筆股份有限公司

## 外部連結
- 利百代國際實業 （页面存档备份，存于）
- 利百代國際實業的Facebook專頁
- 利百代國際實業的Instagram帳戶
- YouTube上的利百代國際實業頻道
- 話畫大稻埕創意店 （页面存档备份，存于）